# Google Street View
Google Street View er en feature på Google Maps og Google Earth som giver brugeren mulighed for at se og opleve gadebilledet 360° horisontalt og 290° vertikalt fra positioner langs gaden (typisk hver 10. eller 20. meter), fra omkring 2,5 meters højde. Google Street View blev introduceret 25. maj 2007 og er blevet gradvist udvidet til at dække flere byer og landområder. Disse fotografier er tilgængelige i USA, og adskillige europæiske lande, herunder Danmark, Frankrig, Italien, Holland, Portugal, Spanien, Schweiz og Storbritannien samt Japan, Taiwan, Australien og New Zealand.
Den 21. januar 2010 blev Danmark tilføjet Googles Street View, efter at Googles biler i sommeren 2009 tilbagelagde over 30.000 kilometer i de danske byer, hvilket betød, at godt halvdelen af Danmark er dækket relativt grundigt ind, dog er langt størstedelen byområder.  Googles fotografering af de danske veje affødte en lang diskussion i pressen om hvorvidt fotograferingen overtrådte straffelovens paragraf 264a, som forbyder at fotografere folk på deres private grund.
I 2022 fejrede Google 15-års jubilæum for tjenesten med en rundtur i Danmark med stop i Slagelse, Nyborg, Kolding, Randers og Skanderborg.
Google giver enhver med det rette udstyr mulighed for at bidrage med 360 graders billeder til Google Street View. Bidragsydere kan via Street View Studio uploade billede materiale, og efterfølgende se statistik for brug af det uploadede materiale.